# فالح حنظل
فالح زكي حنظل (19 تموز 1934 -) ضابط عراقي في العهد الملكي، وكاتب ومؤرخ رائد لتاريخ الإمارات وتراثه.

## نشأته
اقتداءً بأبيه وأعمامه وأخواله، التحق فالح بالجيش العراقي، وأصبح ضابط استخبارات في شعبةٍ قال فيها عقيل الناصري إنه "كان من واجبات هذه الشعبة مراقبة، ما أمكن، ولاء منتسبي الحرس الملكي وكذلك معرفة ماهية التكتلات السياسية في الجيش وتوجهات الضباط عامةً والأحرار وحركاتهم وتنظيمهم خاصةً"، وأصبح فالح آمراً في الحرس الملكي العراقي ومرافقاً للملك فيصل الثاني، من سنة 1956 حتى يوم 14 تموز سنة 1958 حين حدث انقلاب عسكري على العهد الملكي، سُرّحَ فالحٌ من الجيشَ وتوجّهَ إلى أمريكة لدراسة الإدارة الصناعية في جامعة سيراكيوز، وعاد فالح إلى العراق بعد أن أكمل دراسته، وصار موظفاً في اتحاد الصناعات العراقي ثم مديراً لشركة، ثم بعد انقلاب 17 تموز 1968، هاجر إلى الأردن، ثم في سنة 1969 مضى إلى الإمارات حيث عُهد إليه بإدارة شركة حفر آبار ماء سنة 1969، ألّف كتابه الأول (أسرار مقتل العائلة المالكة في العراق) سنة 1973، ثم تتابعت كتبه في مجال التاريخ وخاصة التاريخ الإماراتي وتراثها، وعُيّنَ في هيئة أبو ظبي للثقافة والتراث.

## كتبه
قال الدكتور عبد الله الطابور المؤرخ في تاريخ الإمارات "إن الدكتور فالح حنظل هو أول من ساهم في نبش عملية التاريخ والتراث في الإمارات، وله الكثير من الكتب والمؤلفات عن تاريخ الإمارات وتراثها وما يخص ذلك أيضا في دول الخليج العربية، وهو صاحب مساهمات كثيرة في التأريخ وتوثيق التاريخ الشفاهي مثل معجم الألفاظ ومعجم الغوص واللؤلؤ"، اُتخذت كتب فالح حنظل مرجعاً لغوياً وأسلوبياً يُحافظ عليه في لهجة الإمارات وأشعارها. فالح حنظل له 35 مؤلفاً، منها:
- أسرار مقتل العائلة المالكة في العراق: كتبه سنة 1973، كان فالح شاهداً على سياق أحداث المقتل، وكان مقرّباً من الأمير عبد الإله والملك فيصل الثاني، وسعى إلى إنقاذهما، وأخبرَ الأميرَ عبدَ الإله بحدوث الانقلاب.[8][9]
- معجم الألفاظ العامية في دولة الإمارات.
- معجم الغوص واللؤلؤ في الخليج العربي.
- معجم القوافي والألحان في الخليج العربي.
- المفصل في تاريخ الإمارات العربية المتحدة، قال فيه رشيد الخيون وجدتُ في كتابه نفَسَ المؤرّخ العراقي عباس العزاوي في كتابه العراق بين احتلالين..فقد سطّرَ الحوادث على السنين سنةً سنةً.
- رسائل الرسول وكتبه إلى حكام الخليج العربي.
- العرب والبرتغال في التاريخ.
- الدكتور مانع سعيد العتيبة في الاقتصاد والسياسة والأدب.
- ابن ظاهر فيلسوف الإمارات وأمير شعراء النبط.
- جامع الأمثال ومأثور الأقوال والحكم والكنايات عند أهل الإمارات - دراسة في الثقافة والقيم الفكرية الشعبية".
- الشحوح وتأريخ منطقة رؤوس الجبال في الخليج العربي.
- مدينة جلفار في التاريخ (بحث).[10]

### تحقيقاته
- تحقيق كتاب نقل الأخبار في وفيات المشايخ وحوادث هذه الديار.
- تحقيق كتاب نيل الرتب في جوامع الأدب
- تحقيق كتاب الجواهر واللآلي في تاريخ عمان الشمالى.
- تحقيق كتاب عقود الجمان في أيام آل سعود في عمان.
- مراجعة كتاب الإمارات العربية والخط الجوي البريطاني إلى الشرق.
- تحقيق كتاب الفواند في تاريخ الإمارات والأبواد.
- جمع وشرح ديوان الشاعر مبارك بن محمد بن ثامر المنصوري.
- جمع وشرح ديوان الشاعر على بن خميس محمد على المزروعي.
- جمع وشرح ديوان الشاعر غيث بن جمعة بو جمهور القبيسي.
- جمع وشرح ديوان الشاعر على بن رحمة الشامسي.
- جمع شرح ديوان الشاعر سلطان بن عبيد الظاهري.
- مراجعة كتاب رسائل السركال، الذي ألفته الدكتورة فاطمة الصايغ.[11]
- مراجعة وتنقيح كتاب (في عين الإعصار) الذي ألّفه عدنان الباجه جي.[12]

## جوائزه
- 2008 جائزة العويس للدراسات والإبتكار العلمي، لدوره في التوثيق التاريخي والاجتماعي.[13]
- 2014 جائزة أبو ظبي، للإنجازات التي تضمنت الأعمال الخيرية والصحة والحفاظ على الثقافة والتاريخ في أبوظبي.[7]
- 2016 جائزة أفضل كتاب إماراتي مطبوع عن الإمارات عن كتابه "جامع الأمثال ومأثور الأقوال والحكم والكنايات عند أهل الإمارات - دراسة في الثقافة والقيم الفكرية الشعبية"، الصادر عن دار الكتب الوطنية - هيئة أبوظبي للسياحة والثقافة.[14]